# Bussa
Bussa (szlovákul: Bušince) község Szlovákiában, a Besztercebányai kerületben, a Nagykürtösi járásban.

## Fekvése
Nagykürtöstől 13 km-re délkeletre, az Ipoly jobb oldalán, a magyar határ mellett fekszik.

## Élővilága

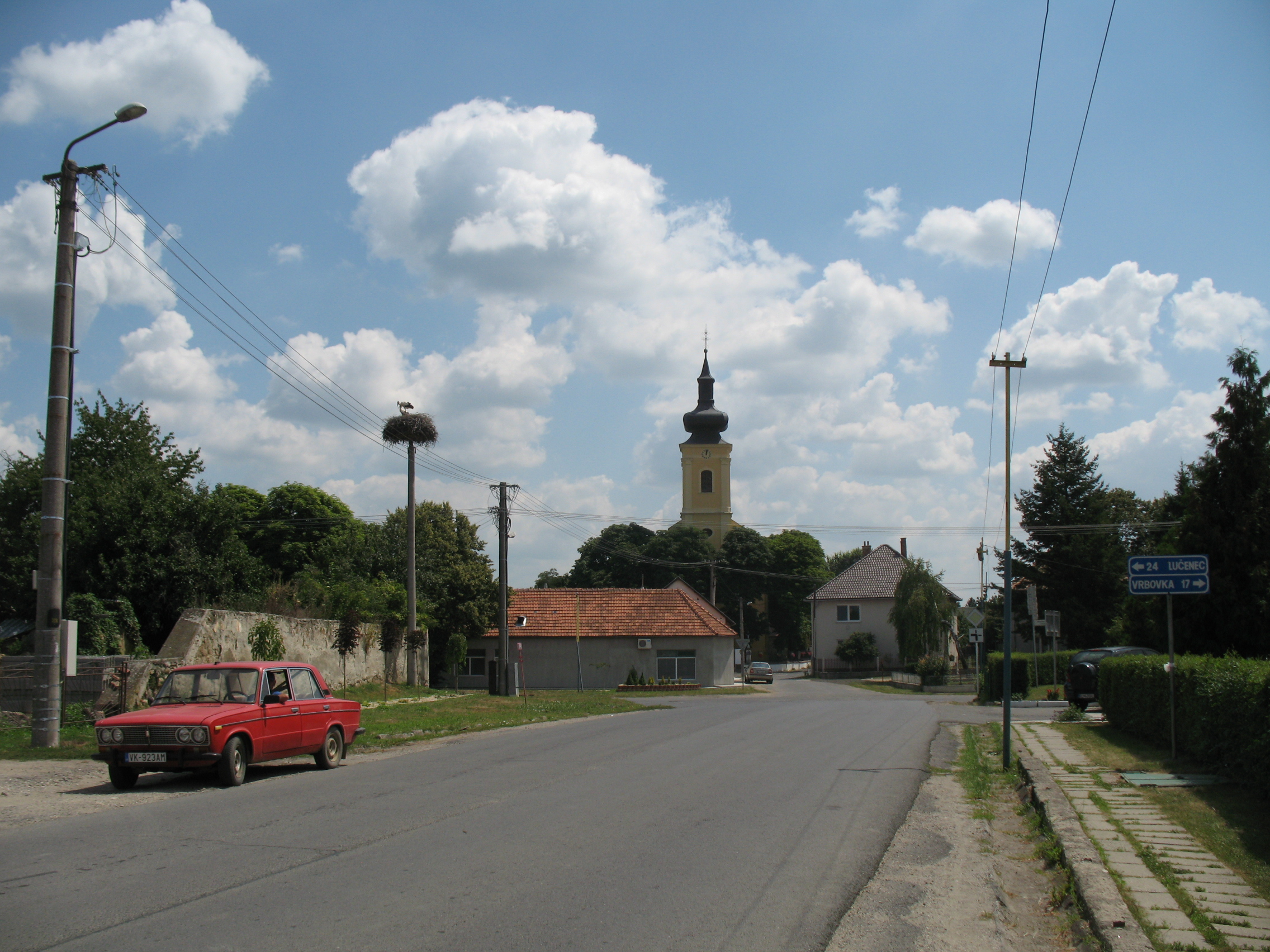
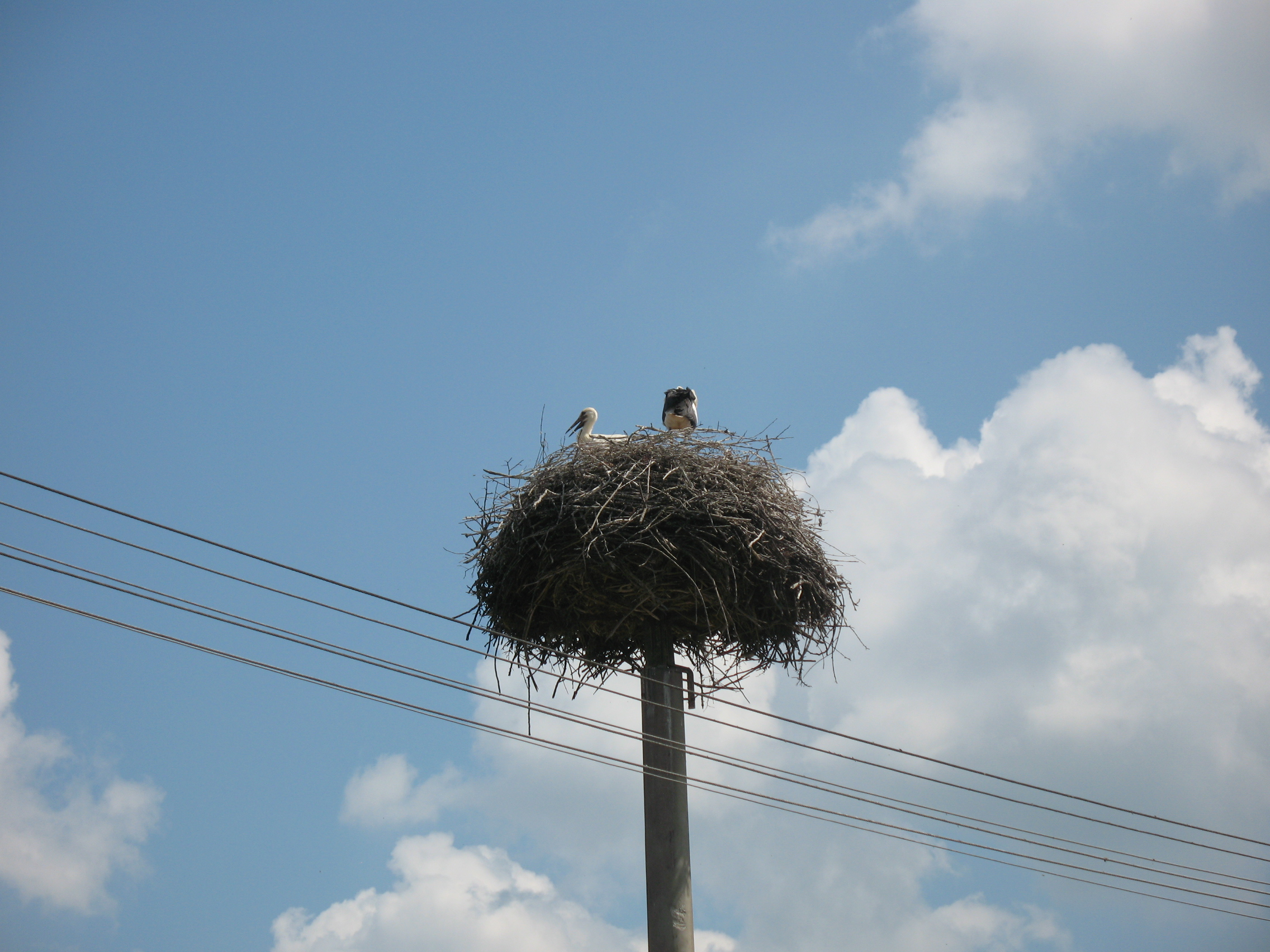
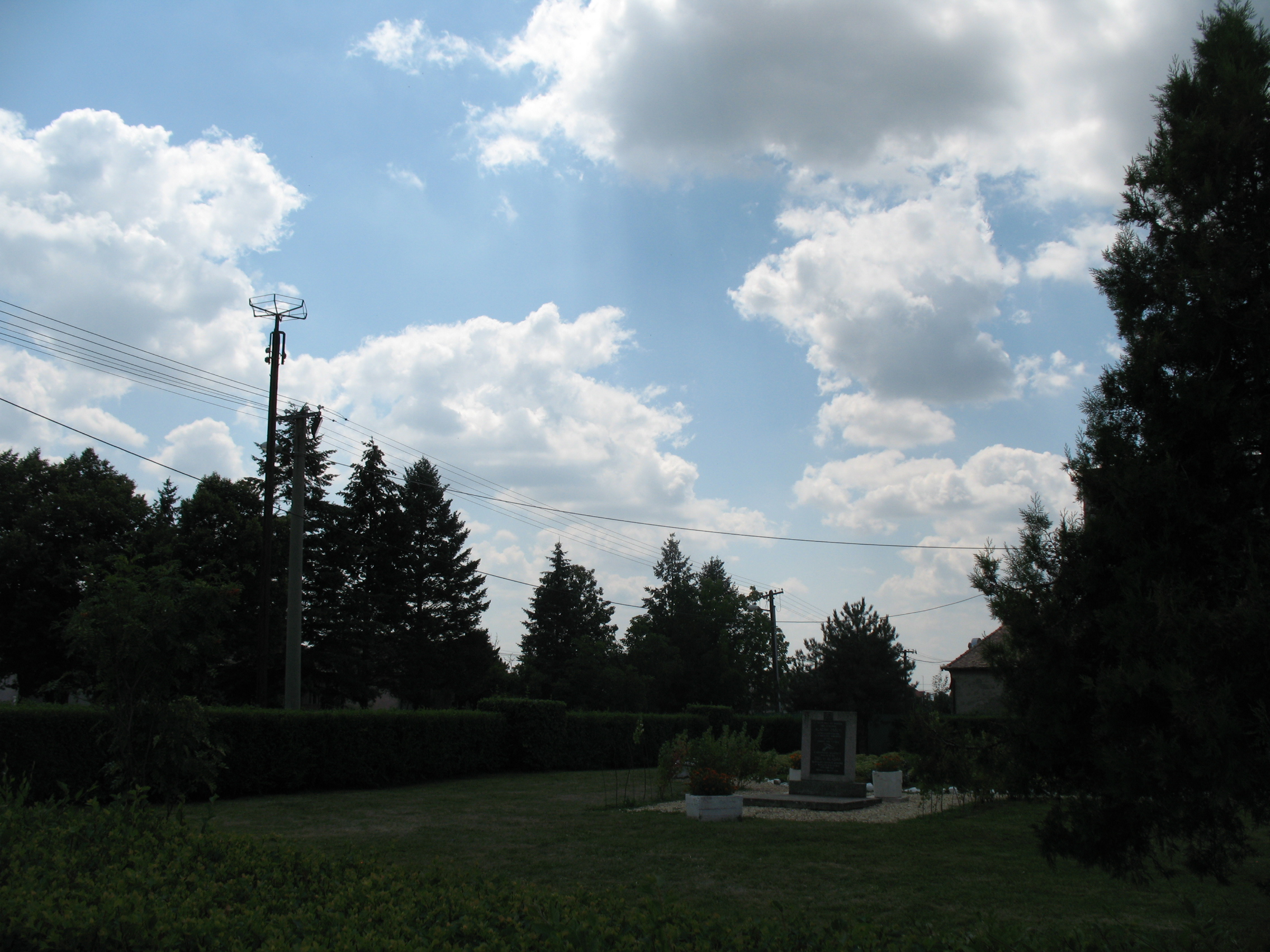
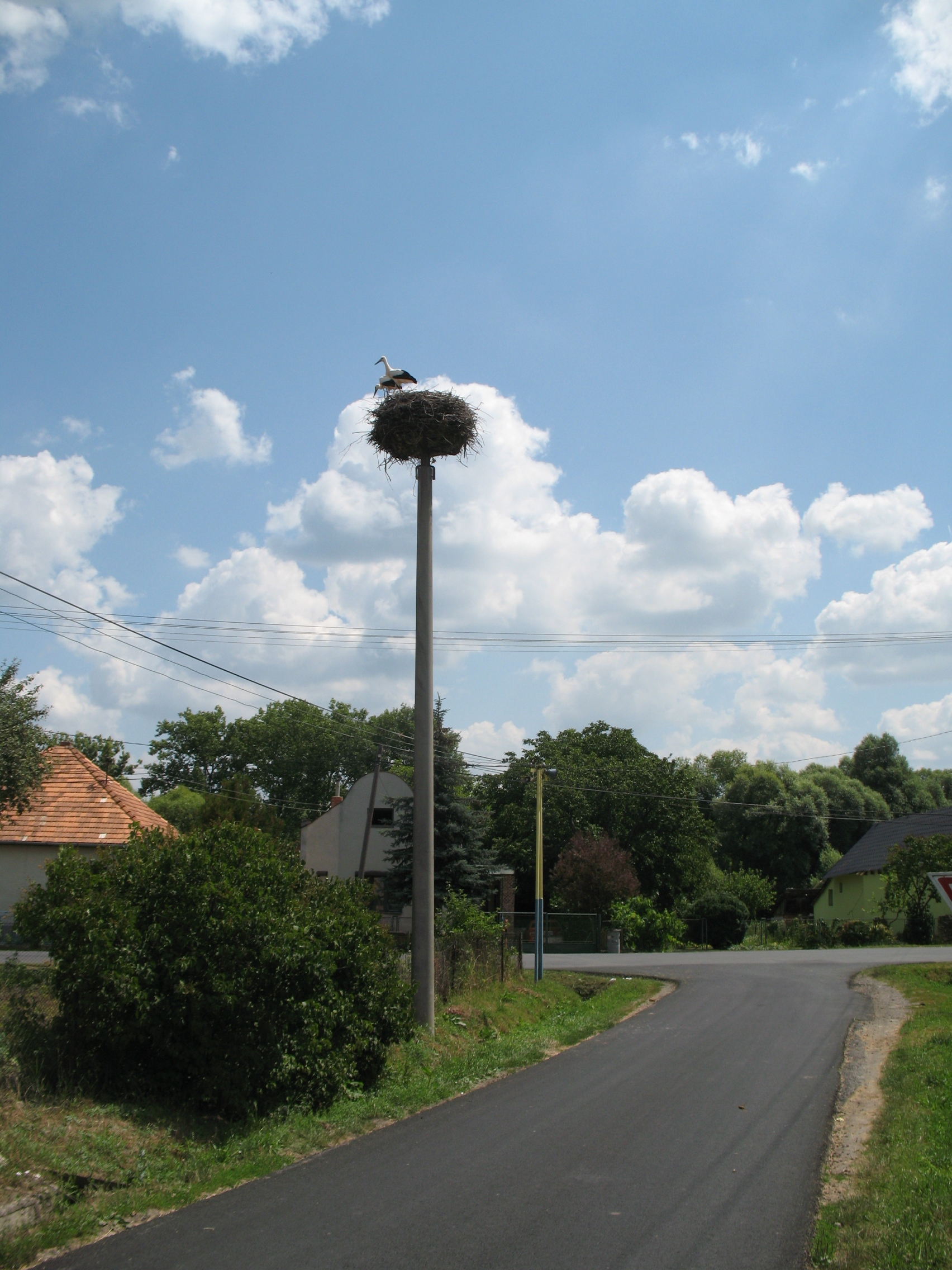
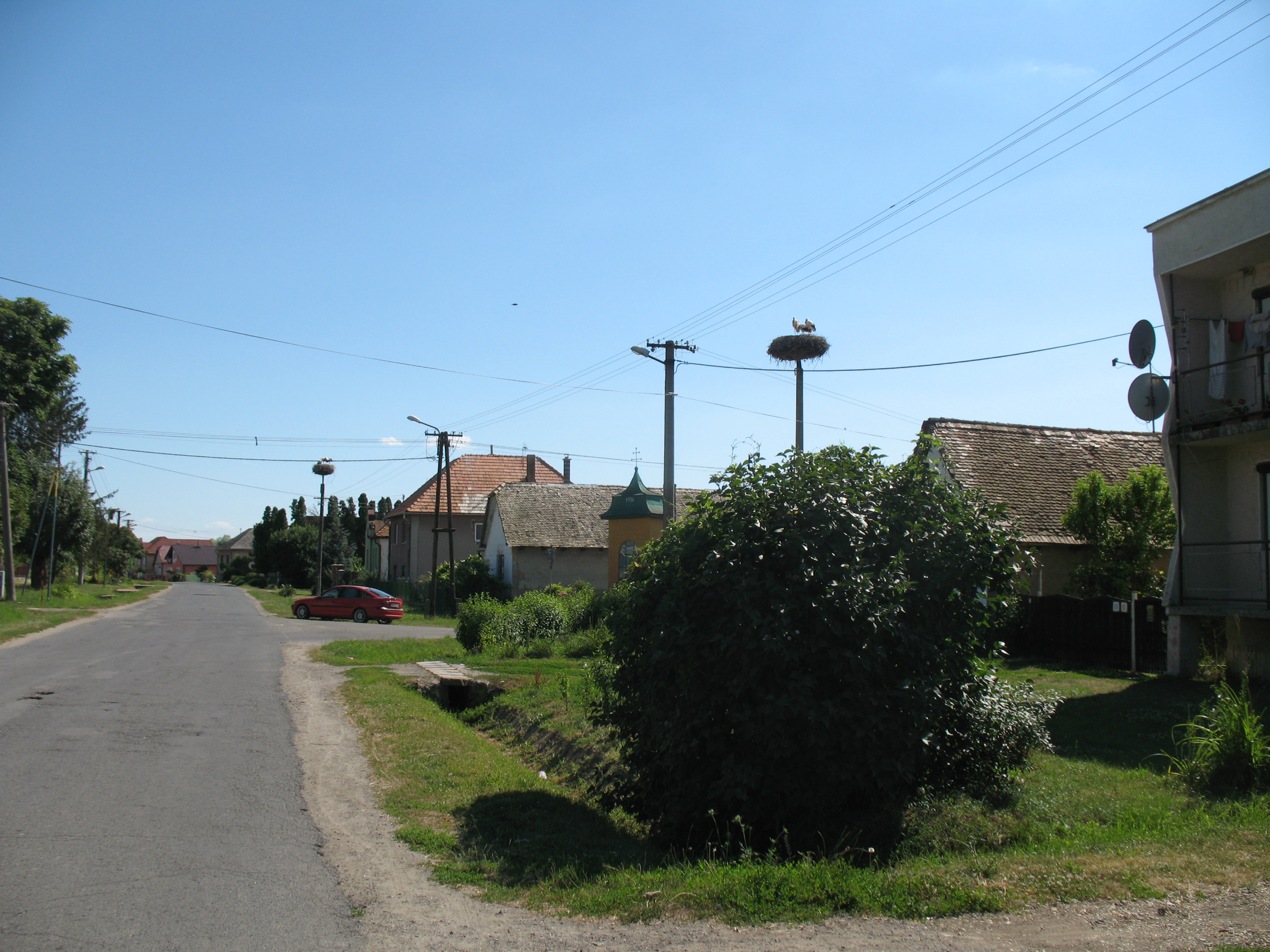
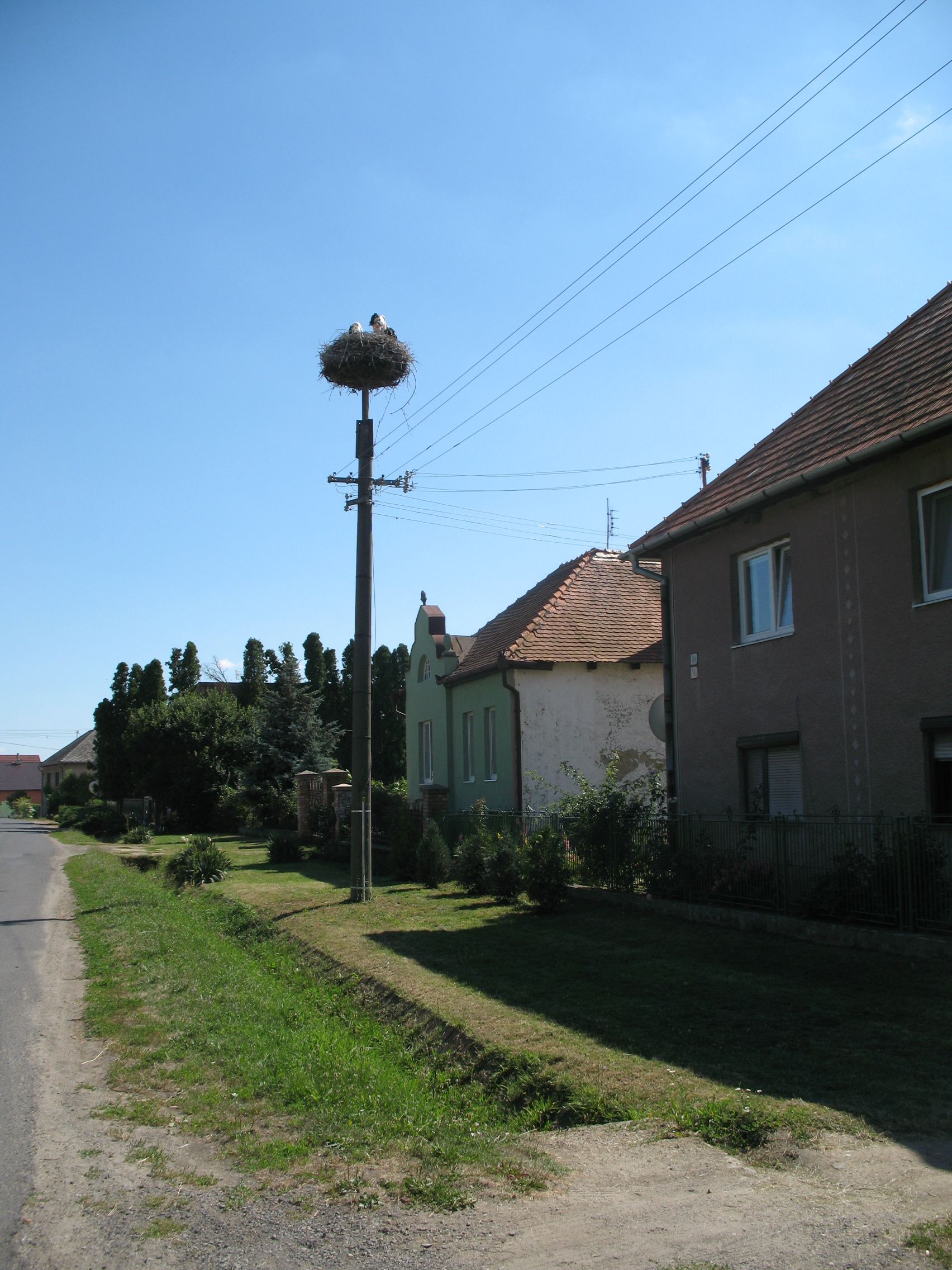

A faluban számos gólyafészket tartanak nyilván. 2013-ban legalább 4 fészekben költöttek a gólyák.

## Története
A község területe már az őskorban lakott volt, a lengyeli kultúra településének maradványait tárták itt fel.
Bussát 1248-ban "Busa" néven említik először írásos dokumentumban. 1300-ban "Bussa" a neve. A 17. századig a divényi váruradalom része. A falunak egykor kisebb erődítménye volt, melyet a török 1552-ben megostromolt és miután teljesen szétlőtte, elfoglalt. A megmaradt védőket Szalmatercsi Mihály kapitány vezetésével hősiességük jutalmául szabadon bocsátotta. Ekkor a falu is elpusztult. 1595-ben újra elfoglalta a török és a szécsényi szandzsákhoz csatolta. A 17. század közepén megint elpusztult. 1720-ban 20 adózó portája volt. A község birtokosai a Balassa, majd a Zichy családok voltak. 1828-ban 86 házában 836 lakos élt, akik mezőgazdasággal foglalkoztak. A 20. század elején malmát gőzmalommá építették át.
Vályi András szerint "BUSA. Busincze. Magyar falu Nógrád Vármegyében, földes Urai Gróf Balassa, és G. Zichy Uraságok, lakosai katolikusok, és másfélék, fekszik Csalárnak szomszédságában, mellynek filiája, a’ Török háborúkban nevezetessé lett, Balassa Zsigmondnak vitézzei által, úgy mint Tertzy Mihály, Szuhay István, és Nagy András által, kik az itt építtetett tornyot Arszlán Török Vezér ellen, kevesed magokkal, mind addig óltalmazták, míg az erősség ágyúk által széjjel nem hányattatott, és még akkor sem adták fel magokat, mellyet a’ Török Vezér látván, ’s tsudálván illy rendkivül való vitézségeket, minden bántás nélkül szabadon eresztette el őket, az erösséget pedig földig elrontatta. Határja középszerű vagyonnyai külömbfélék." 
Fényes Elek szerint "Bussa, magyar falu, Nógrád vármegyében, 856 kath., 19 evang. lak. Kath. anyatemplom. Határja középszerű; rétjei jók az Ipoly mentiben. F. u. b. Balassa, gr. Zichy. 1552-ben volt itt egy magas toronnyal megerősittetett s bástyával keritett menedékhely, mellyet Tercsi Mihály vitéz bajtársaival a Hollókői törökök ellen mind addig védelmezett, mig csak ágyugolyók által halomra nem lövöldöztetett. Ut. p. Balassa-Gyarmat."
A trianoni békeszerződésig területe Nógrád vármegye Szécsényi járásához tartozott. 1938 és 1945 között újra Magyarország része.

## Népessége
| Év:            | 1994. | 2004.   | 2014.   | 2024.   |
| -------------- | ----- | ------- | ------- | ------- |
| Emberek száma: | 1314  | 1416    | 1468    | 1365    |
| Eltérés:       |       | +7,76 % | +3,67 % | -7,01 % |

| Év:            | 2023. | 2024.   |
| -------------- | ----- | ------- |
| Emberek száma: | 1370  | 1365    |
| Eltérés:       |       | -0,36 % |

1910-ben 792, túlnyomórészt magyar anyanyelvű lakosa volt.
1991-ben még a magyarok voltak többségben.
2001-ben 1379 lakosából 745 szlovák és 555 magyar volt.
2011-ben 1451 lakosából 813 szlovák, 429 magyar és 112 cigány volt.
2021-ben 1404 lakosából 1036 (+29) szlovák, 287 (+50) magyar (20,4%), 9 (+10) cigány, 7 cseh, 1 olasz, 1 egyéb, (+2) ruszin és 63 ismeretlen nemzetiségű volt.

## Nevezetességei

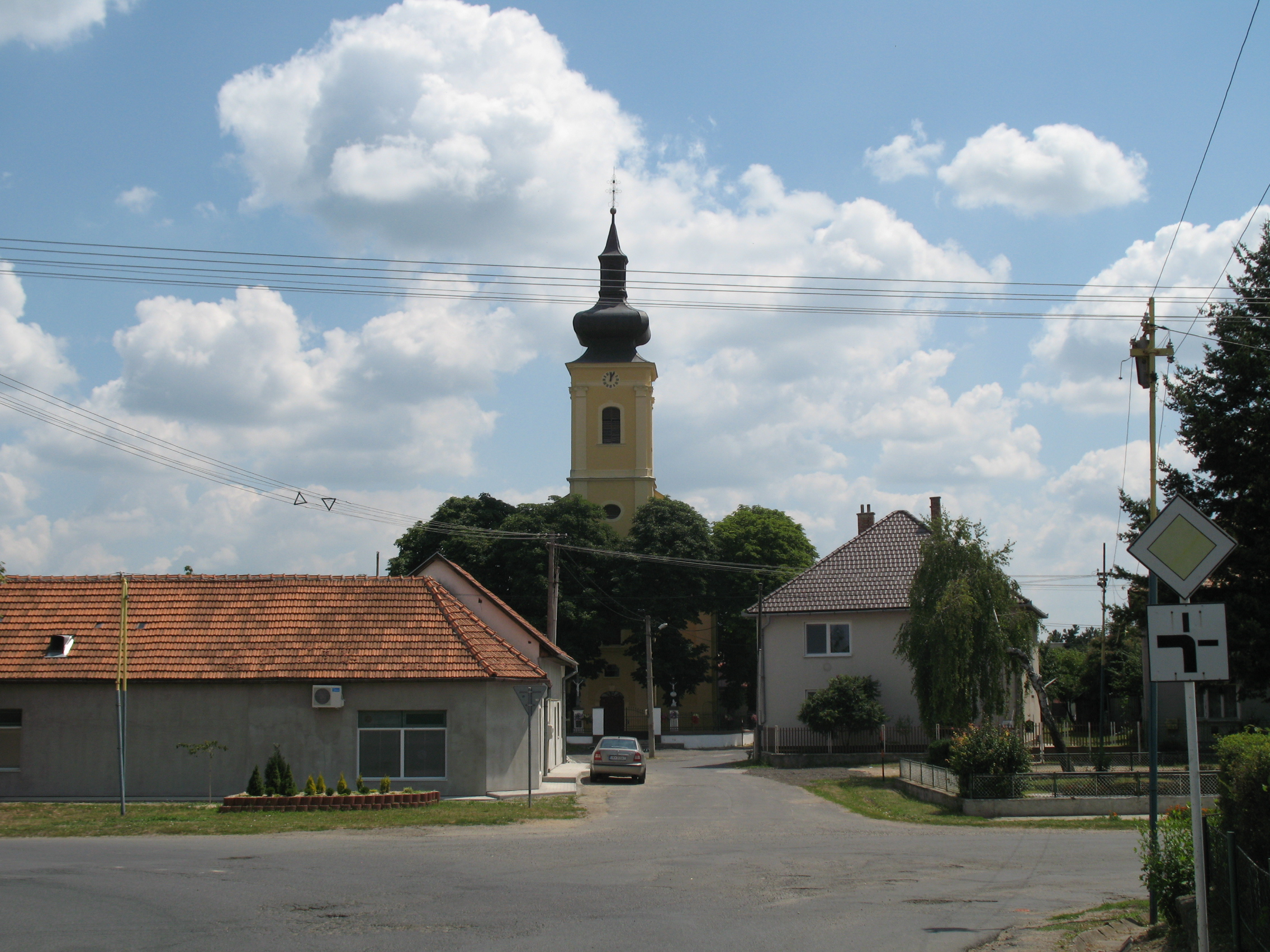
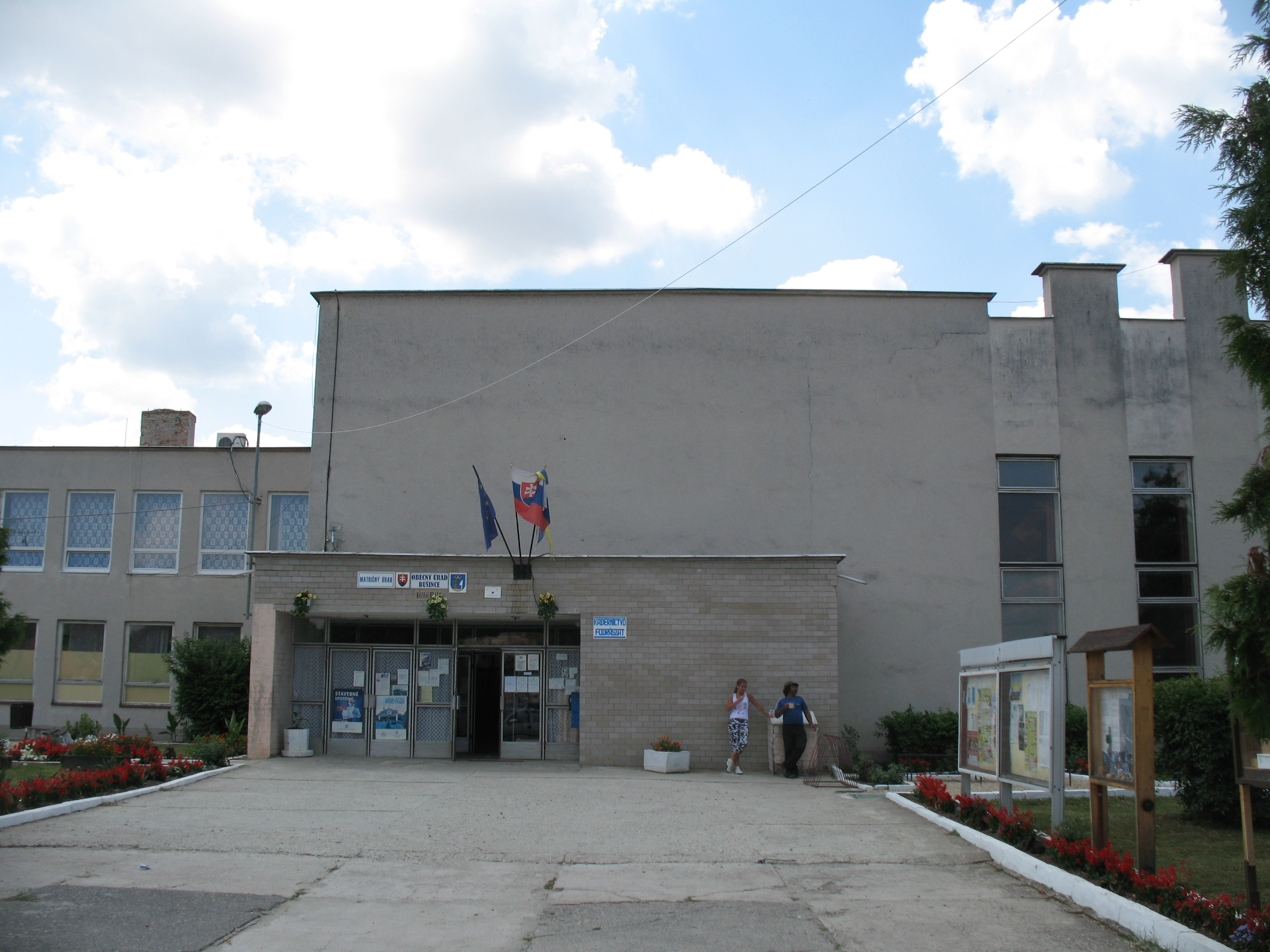
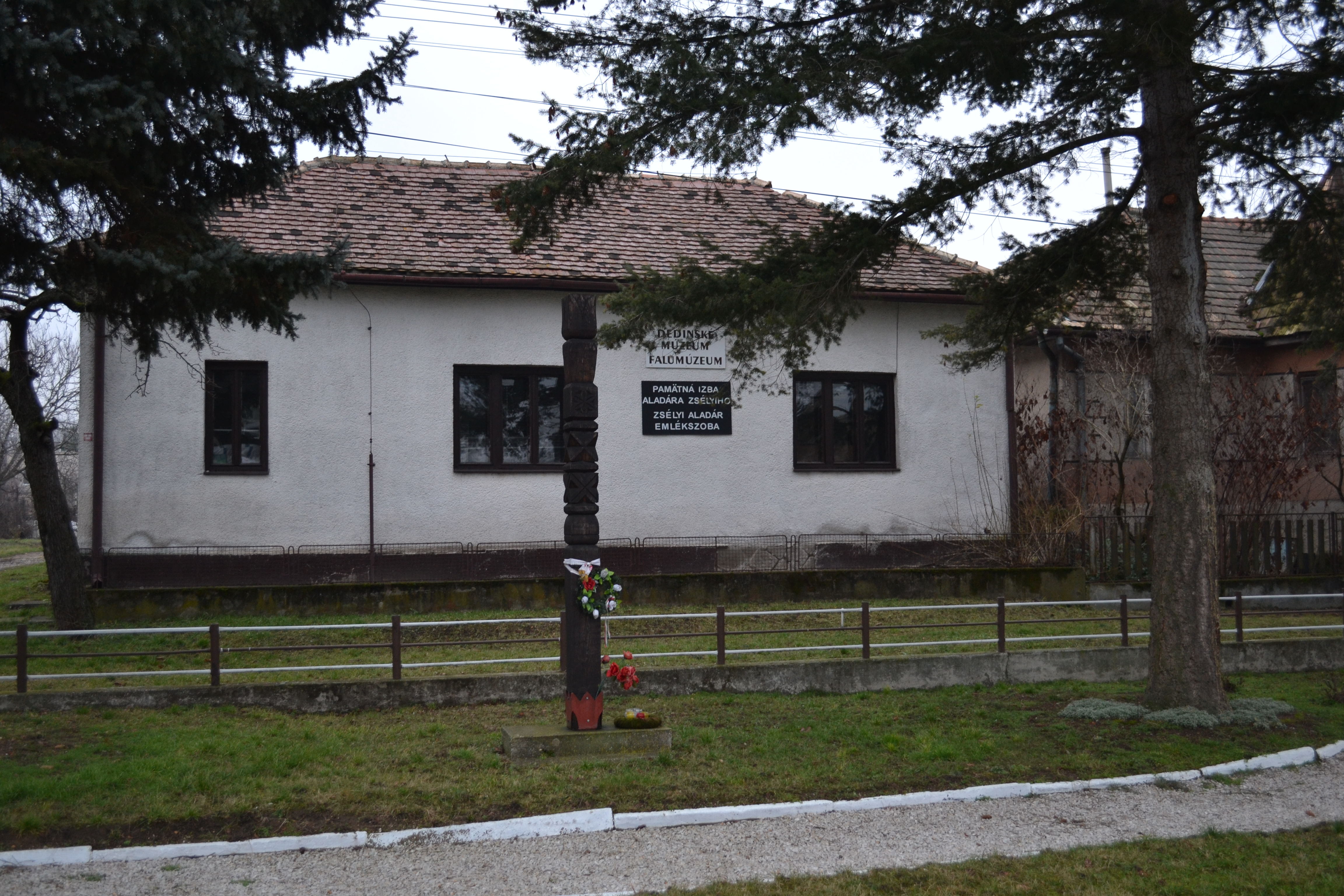
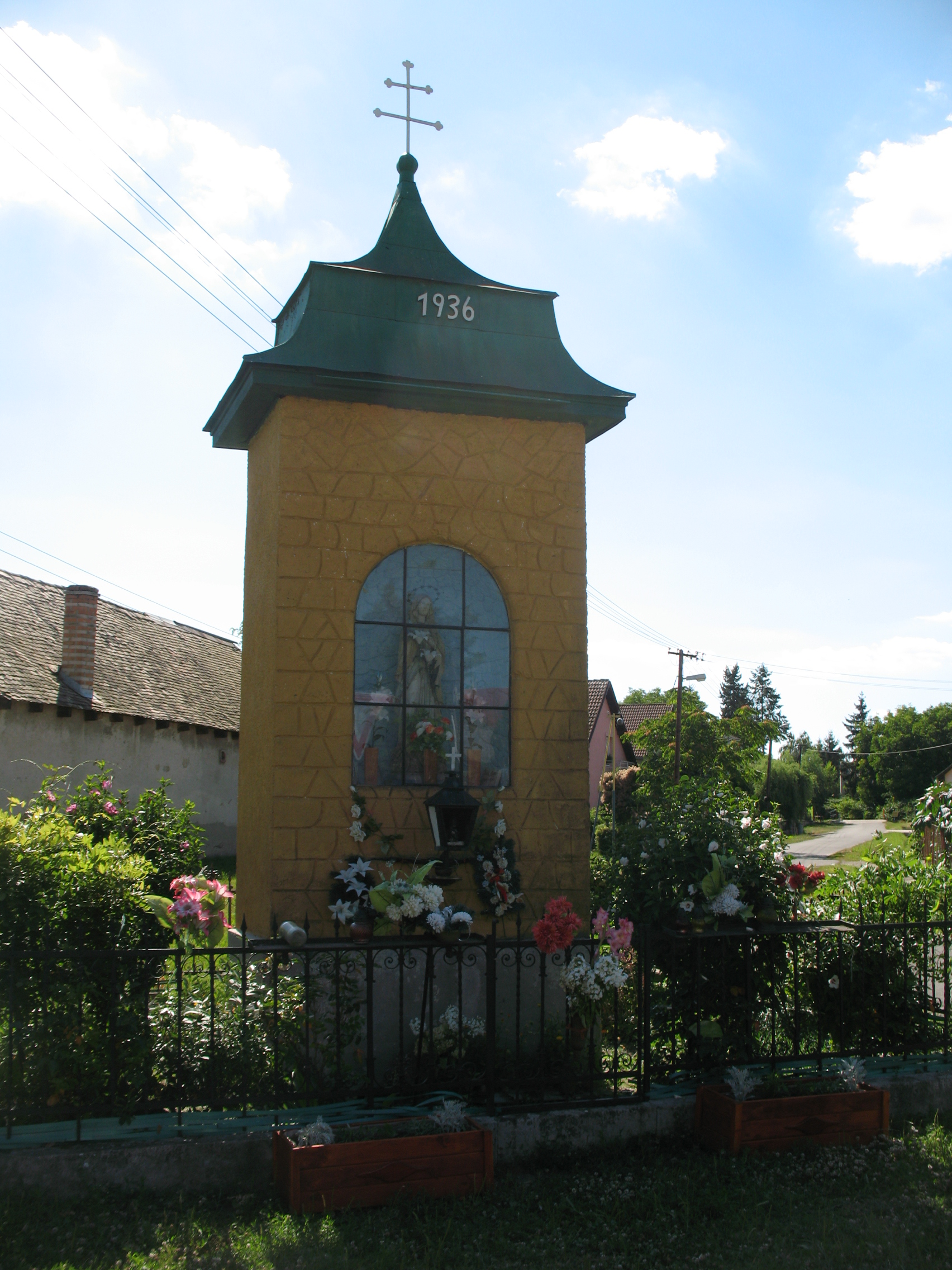
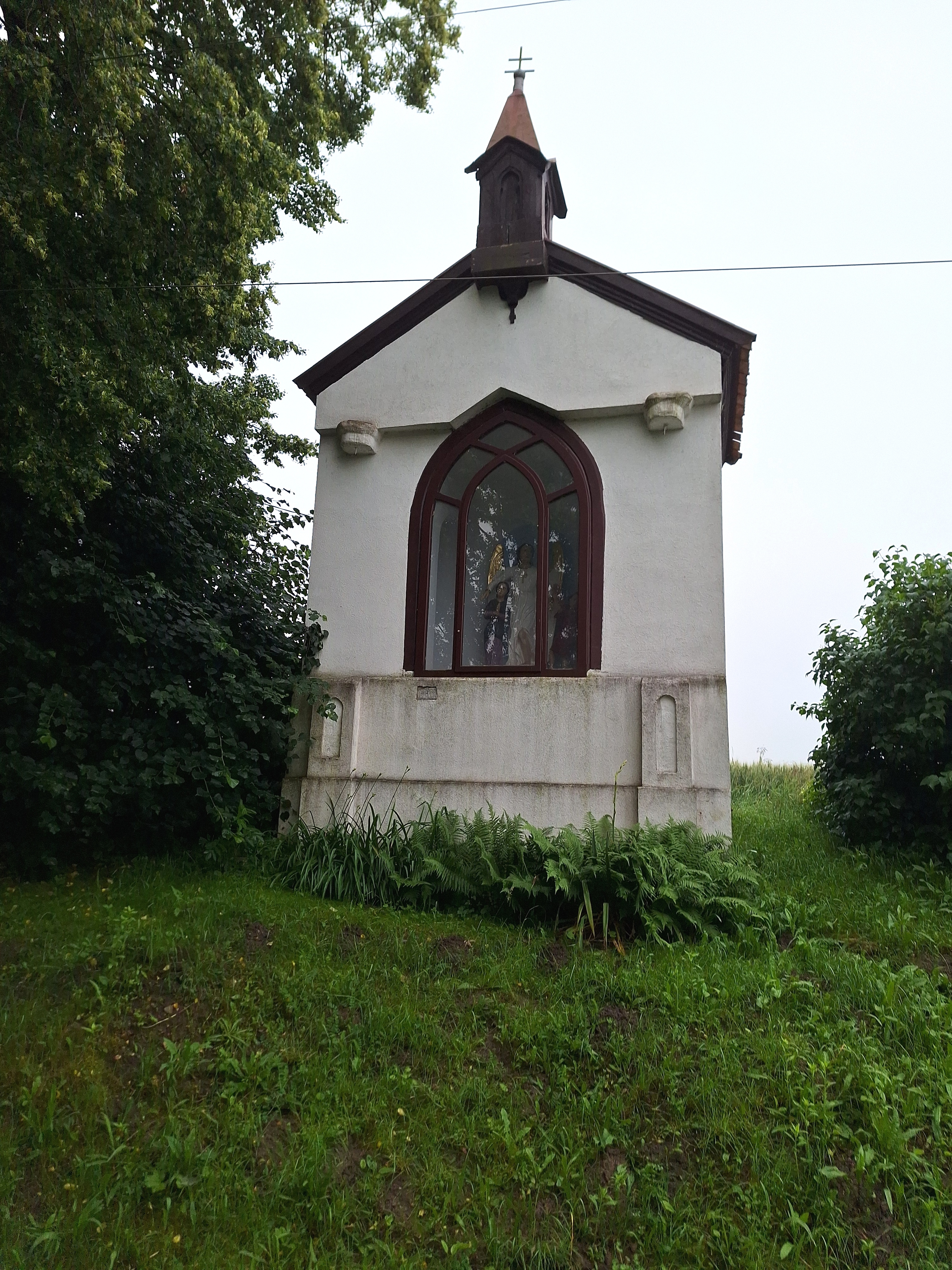
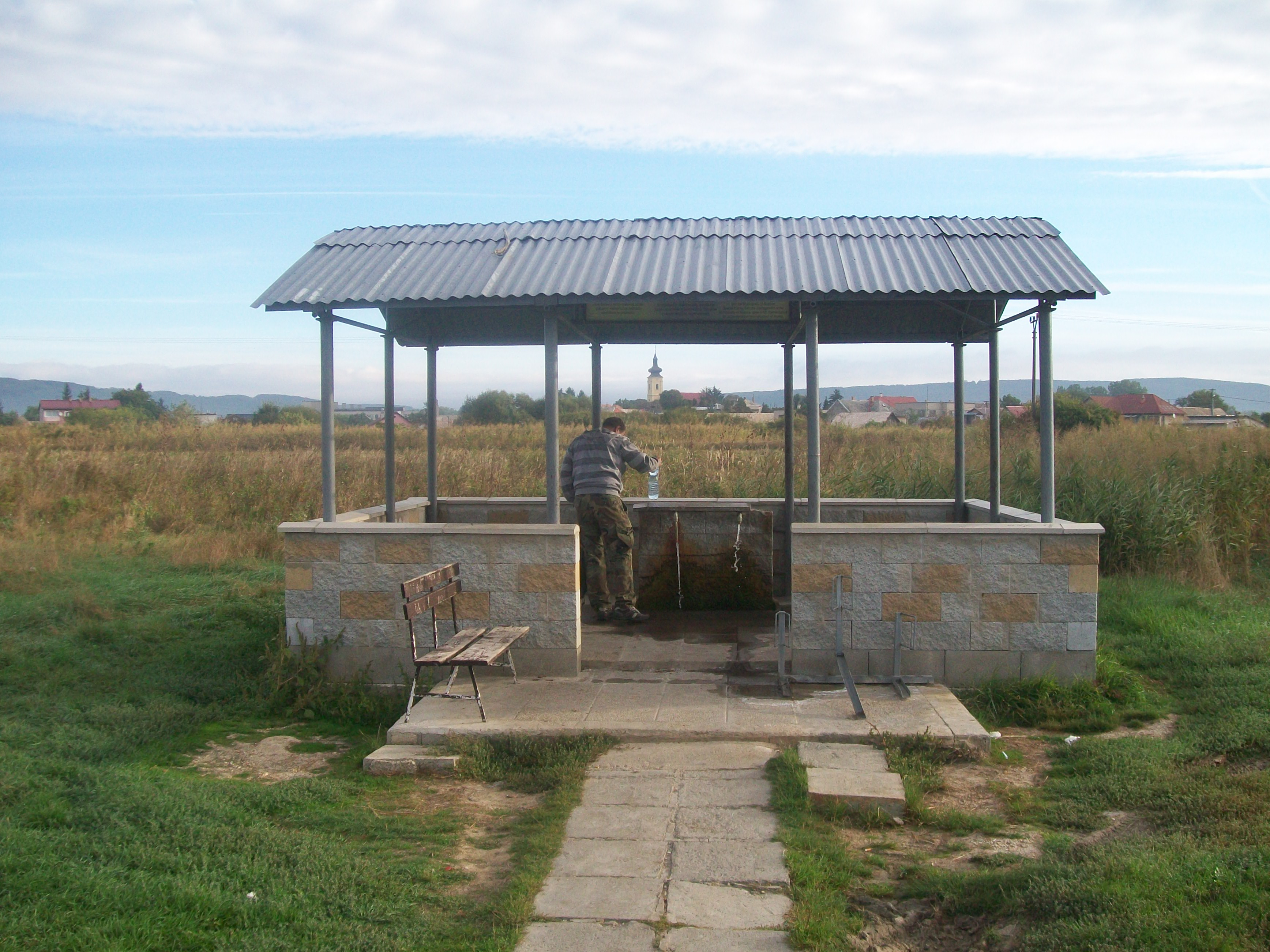

- Római katolikus temploma 1789-ben épült barokk stílusban.
- Plébániája 1795-ben épült barokk épület.
- A második világháború áldozatainak emlékművét 1957-ben avatták.